# Olympische Sommerspiele 1964/Teilnehmer (Monaco)
| Gelbes Symbol für Goldmedaillen mit stilisierten Olympischen Ringen | Graues Symbol für Silbermedaillen mit stilisierten Olympischen Ringen | Braundes Symbol für Bronzemedaillen mit stilisierten Olympischen Ringen |
| ------------------------------------------------------------------- | --------------------------------------------------------------------- | ----------------------------------------------------------------------- |
| —                                                                   | —                                                                     | —                                                                       |

Monaco nahm an den Olympischen Sommerspielen 1964 in Tokio, Japan mit einer Delegation von einem Sportler teil.
Fahnenträger bei der Eröffnungsfeier war Joseph Asso.

## Teilnehmer nach Sportarten

### Gewichtheben
- René Battaglia
Leichtschwergewicht (bis 82,5 Kilogramm): 16. Platz